# Robbie Ray
Robert Glenn Ray (Brentwood, Tennessee, 1 de octubre de 1991), más conocido como Robbie Ray, es un jugador profesional estadounidense de béisbol que se desempeña en la posición de lanzador en San Francisco Giants, equipo de las Grandes Ligas de Béisbol (MLB). Logró obtener el Premio Cy Young.

## Carrera
Ray jugó como profesional una temporada en Detroit Tigers (2014), después pasó a Arizona Diamondbacks (2015-2020), luego a Toronto Blue Jays (2020-2021), posteriormente a Seattle Mariners (2022-2023), y finalmente, a San Francisco Giants, donde lleva jugando una temporada.

## Premios
Fue galardonado con el Premio Cy Young en una oportunidad (2021).